# La Famille Sapajou : Le Retour

La Famille Sapajou : Le Retour est un téléfilm français réalisé par Élisabeth Rappeneau, diffusé en 1998. Il fait suite à La Famille Sapajou et précède Sapajou contre Sapajou.

## Synopsis
Julien Sapajou déprime et sa famille et ses voisins rivalisent d’idées pour le tirer de ce mauvais pas.

## Fiche technique
- Réalisation : Élisabeth Rappeneau
- Scénario : Alexis Lecaye
- Son : Jean-Michel Chauvet (perchman)
- Musique : Pierre Adenot
- Pays d'origine :  France
- Format : couleurs
- Genre : comédie
- Durée : 90 minutes
- Date de diffusion : 23 novembre 1998

## Distribution
- Robin Renucci : Julien Sapajou
- Charlotte Kady : Marie Sapajou
- Michel Aumont : Pépé Sapajou
- Barbara Schulz : Justine Sapajou
- Chantal Bronner : Christine Soulier
- Marianne Groves : Mathilde
- Catherine Arditi : Catherine
- Jacqueline Jehanneuf : La Générale
- Samantha Marciszewer : Elisa Sapajou
- Cyril Demolliere : Thomas Sapajou
- Samuel Jouy : Max